# SC 147 Essen
Der Snooker Club 147 Essen e. V., kurz: SC 147 Essen, ist ein 2009 gegründeter Snookerverein aus Essen. Die erste Mannschaft des Clubs spielt seit 2011 in der 1. Bundesliga und wurde 2016 deutscher Meister.

## Geschichte
| Platzierungen (seit 2009) | Platzierungen (seit 2009) | Platzierungen (seit 2009) |
| Saison                    | Liga (Spielklasse)        | Platz                     |
| ------------------------- | ------------------------- | ------------------------- |
| 2009/10                   | Oberliga Niederrhein (3)  | 1                         |
| 2010/11                   | 2. Bundesliga Nord (2)    | 1                         |
| 2011/12                   | 1. Bundesliga (1)         | 3                         |
| 2012/13                   | 1. Bundesliga (1)         | 2                         |
| 2013/14                   | 1. Bundesliga (1)         | 4                         |
| 2014/15                   | 1. Bundesliga (1)         | 2                         |
| 2015/16                   | 1. Bundesliga (1)         | 1                         |
| 2016/17                   | 1. Bundesliga (1)         | 4                         |
| 2017/18                   | 1. Bundesliga (1)         | 3                         |
| 2018/19                   | 1. Bundesliga (1)         | 3                         |
| 2019/20                   | 1. Bundesliga (1)         | 3                         |
| 2020/21                   | 1. Bundesliga (1)         | –                         |
| 2021/22                   | 1. Bundesliga (1)         | 3                         |
| 2022/23                   | 1. Bundesliga (1)         |                           |

Der SC 147 Essen wurde 2009 gegründet. In der Saison 2009/10 startete er in der Oberliga, in der alle 10 Saisonspiele gewonnen wurden und mit dem ersten Platz der Aufstieg in die 2. Bundesliga gelang. In der zweiten Liga verlor man in der folgenden Saison lediglich zwei Spiele und stieg als Erstplatzierter in die 1. Bundesliga auf. In der Saison 2011/12 erreichte der SC 147 den dritten Platz, bevor er 2013, mit 12 Punkten Rückstand auf den BSV Wuppertal, erstmals deutscher Vizemeister wurde. Nachdem man 2014 Vierter geworden war, verpasste man in der Saison 2014/15 nur knapp den Meistertitel. Am vorletzten Spieltag verlor der SC 147 Essen durch eine 2:6-Niederlage gegen den 1. DSC Hannover die Tabellenführung, die am letzten Spieltag trotz eines Sieges gegen SAX-MAX Dresden nicht zurück erlangt werden konnte, da die Hannoveraner gleichzeitig gegen den 1. SC Dortmund gewannen. In der Saison 2015/16 wurde der SC 147 Essen am letzten Spieltag durch einen 6:2-Heimsieg gegen die Breakers Rüsselsheim deutscher Meister.
Nachdem die Mannschaft in der Saison 2016/17 Vierter geworden war, belegte man in den drei folgenden Spielzeiten jeweils den dritten Rang, so auch in der aufgrund der COVID-19-Pandemie abgebrochenen Saison 2019/20. Nachdem die Spielzeit 2020/21 pandemiebedingt annulliert worden war, folgte in der Saison 2021/22 ein weiterer dritter Platz.
Mit Lukas Kleckers (2013) und Roman Dietzel (2014) wurden bislang zwei Spieler des Vereins deutscher Meister im Einzel. Kleckers erreichte zudem 2015 das Halbfinale Europameisterschaft und der Amateurweltmeisterschaft, bevor er 2016 zum 1. SC Mayen-Koblenz wechselte.
Zusätzlich zum Mannschaftsbetrieb ist der SC 147 Essen Austragungsort von Turnieren der German Snooker Tour.

## Zweite Mannschaft
| Platzierungen (seit 2009) | Platzierungen (seit 2009)  | Platzierungen (seit 2009) |
| Saison                    | Liga (Spielklasse)         | Platz                     |
| ------------------------- | -------------------------- | ------------------------- |
| 2009/10                   | Landesliga Niederrhein (4) | 1                         |
| 2010/11                   | Oberliga NRW (3)           | 7                         |
| 2011/12                   | Oberliga NRW (3)           | 5                         |
| 2012/13                   | Oberliga NRW (3)           | 6                         |
| 2013/14                   | Oberliga NRW (3)           | 8                         |
| 2014/15                   | Oberliga NRW (3)           | 4                         |
| 2015/16                   | Oberliga NRW (3)           | 1                         |
| 2016/17                   | Oberliga NRW (3)           | 2                         |
| 2017/18                   | 2. Bundesliga Nord (2)     | 4                         |
| 2018/19                   | 2. Bundesliga Nord (2)     | 1                         |
| 2019/20                   | Oberliga NRW (3)           | 8                         |
| 2020/21                   | Verbandsliga NRW (4)       | –                         |
| 2021/22                   | Verbandsliga NRW (4)       | 2                         |
| 2022/23                   | Oberliga NRW (3)           |                           |

Die zweite Mannschaft des SC 147 Essen schaffte in der Saison 2009/10 ohne Punktverlust den Aufstieg in die Oberliga. Nachdem sie dort 2012 Fünfter und 2013 Sechster geworden war, entging sie mit dem achten Platz in der Saison 2013/14 nur knapp dem Abstieg in die Landesliga. In der Saison 2014/15 erreichte sie den vierten Platz, 2016 den ersten Platz. Ein Jahr später stieg das Team als Zweitplatzierter in die 2. Bundesliga auf.
In der zweiten Liga wurde man 2018 Vierter und erreichte in der Saison 2018/19 den ersten Platz. Nach dem BSV Wuppertal (2011/12) war der SC 147 Essen damit der zweite Verein, dessen zweite Mannschaft Meister der 2. Bundesliga wurde. Zur folgenden Spielzeit wurde das Team jedoch in die Oberliga zurückgezogen und in der aufgrund der COVID-19-Pandemie abgebrochenen Saison 2019/20 folgte mit dem achten Platz der Abstieg in die viertklassige Verbandsliga. Nachdem die Spielzeit 2020/21 pandemiebedingt annulliert worden war, kehrte man 2022 als Zweitplatzierter der Verbandsliga in die Oberliga zurück.

## Dritte Mannschaft
| Platzierungen (seit 2015) | Platzierungen (seit 2015) | Platzierungen (seit 2015) |
| Saison                    | Liga (Spielklasse)        | Platz                     |
| ------------------------- | ------------------------- | ------------------------- |
| 2015/16                   | Landesliga B NRW (5)      | 1                         |
| 2016/17                   | Verbandsliga NRW (4)      | 4                         |
| 2017/18                   | Oberliga NRW (3)          | 3                         |
| 2018/19                   | Oberliga NRW (3)          | 4                         |
| 2019/20                   | –                         |                           |
| 2020/21                   | Landesliga NRW A (5)      | –                         |
| 2021/22                   | Landesliga NRW A (5)      | 4                         |
| 2022/23                   | –                         |                           |

Zur Saison 2015/16 meldete der SC 147 Essen erstmals eine dritte Mannschaft. Das Team startete in der fünftklassigen Landesliga und gelangte 2017 nach zwei Aufstiegen in Folge in die Oberliga. Nach zwei Jahren in der dritten Spielklasse, in der man den dritten beziehungsweise vierten Platz belegte, wurde die Mannschaft 2019 abgemeldet. Zur Saison 2020/21 wurde wieder eine dritte Mannschaft gemeldet, jedoch wurde die Spielzeit aufgrund der COVID-19-Pandemie annulliert. Nachdem das Team in der Landesliga 2021/22 Vierter geworden war, wurde es erneut abgemeldet.

## Aktuelle und ehemalige Spieler
(Auswahl)
- Mohammad Al Asfar
- Enes Bakirci
- Rouven Balzat
- Felix Blasshofer
- Stephan Bock
- Andreas Boisen
- Sascha Breuer
- Andreas Cieslak
- Harald Dietzel
- Roman Dietzel
- Jan Eisenstein
- Paul Jonas Engelen
- Igor Figueiredo
- Markus Fischer
- Christian Gabriel
- Fabian Herzog
- Jeff Jacobs
- Jan Joachim
- Lukas Kleckers
- Jakob Hußmann
- Marius Knötel
- Dirk Kunze
- Steve Lambrechts
- Tobias Rautenberg
- Kevin Schejock
- Jacek Stacha
- Roy Stolk
- Ismail Türker
- Kemal Ürün
- Jens Weidenmüller
- Jiaming Zhang